# Un genio, due compari, un pollo
Un genio, due compari, un pollo è un film del 1975, diretto da Damiano Damiani e Sergio Leone, anche se quest'ultimo non è accreditato.

## Trama
Il truffatore esperto Joe Thanks si allea con il mezzosangue Bill e l'ingenua Lucy per rubare 300.000 dollari al cinico maggiore Cabot. Il loro piano elaborato è pieno di travestimenti, doppi incroci e inseguimenti, ma Joe sembra sempre sapere cosa sta facendo.

## Produzione
È una commedia di ambientazione western, tipica del filone spaghetti-western in voga tra gli anni sessanta e settanta del XX secolo. Le musiche sono state scritte e dirette da Ennio Morricone.
Come già fatto nel film Il mio nome è Nessuno del 1973, sempre interpretato da Terence Hill, il regista Sergio Leone diresse alcune scene della pellicola, non facendosi però accreditare, e ne fu anche il produttore esecutivo. Leone nell'altro film inoltre era stato anche il soggettista. Consulente per gli effetti magici con le carte da gioco Tony Binarelli, Mister Contromani, che ancora una volta ha prestato le sue mani a Terence Hill, come in ...continuavano a chiamarlo Trinità e Io sto con gli ippopotami.
Parti del negativo fotografico originale vennero rubate (mai più ritrovate), quindi in fase di montaggio vennero utilizzate molte scene da riprese alternative.

## Colonna sonora
La canzone Glory, glory, glory, composta da Ennio Morricone, è eseguita da Catherine Howe.

## Distribuzione
Il film venne distribuito nelle sale cinematografiche italiane dalla Titanus il 19 dicembre 1975. Venne inoltre distribuito nell'allora Germania occidentale con il titolo Nobody ist der Größte ("Nessuno è il più grande"), e in Danimarca come Jeg hedder stadigvæk Nobody ("Il mio nome è ancora Nessuno"), per creare l'illusione che fosse un sequel de Il mio nome è Nessuno.